# Darkestrah
Darkestrah est un groupe de black metal kirghize, originaire de Bishkek. Le groupe réside à Leipzig, en Allemagne.

## Biographie
Ayant débuté avec une démo en 1999, date de sa formation, le groupe évolue vers des sons de plus en plus orientés vers le metal épique, avec des albums à la musicalité plus nette, particulièrement avec son album Epos, qui ne comporte qu'une seule chanson de plus de 30 minutes, sorti en 2007, après deux albums, Sary Oy (2004) et Embrace of Memory (2005), au son plus black. 
À la fin de 2007, Darkestrah coupe les ponts avec le label DNR et signe un contrat avec le label américain Paragon Records. Darkestrah publie l'album The Great Silk Road en mars 2008, qui est dans la continuité de Epos, menant à un voyage le long de l'ancienne Route de la soie. En 2011, le groupe sort un EP, Khagan, narrant des épisodes de la vie de Genghis Khan. En mai 2013 sort l'album Manas.
À la fin de 2015, le groupe annonce la sortie d'un nouvel album. En mars 2016, le groupe publie un extrait, Gleaming Madness, de leur prochain album, Turan. Le 29 avril 2016, le groupe publie Turan au label Osmose Productions,.

## Membres

### Membres actuels
- Resurgemus – clavier, guitare[1]
- Asbath – batterie, percussions, instruments folkloriques (depuis 1999)[1]
- Cerritus – basse (depuis 2013)[1]
- Merkith – chant (2014, depuis 2015)[1]
- Scythe – guitare (depuis 2016)[1]

### Anciens membres
- Helvete – basse[1]
- Shagan – guitare[1]
- Anti – guitare[1]
- Anastasia – clavier[1]
- Sharthar – clavier, violoncelle[1]
- Tartar – guitare (1999-?)[1]
- Oldhan – guitare, chant, basse (1999-?)[1]
- Kriegtalith – chant (1999-2014)[1]
- Ragnar – guitare (2013-2015)[1]

## Discographie
- 1999 : Pagan Black Act (démo)
- 2000 : Through the Ashes of the Shamanic Flames
- 2004 : Sary Oy
- 2005 : The Way to Paganism (EP)
- 2005 : Embrace of Memory
- 2007 : Epos
- 2008 : The Great Silk Road
- 2011 : Khagan (EP)
- 2013 : Manas
- 2016 : Turan